# Ian Heinisch
Ian Edward Heinisch (Denver, 5 de agosto de 1988) é um lutador de artes marciais mistas americano. Compete no Ultimate Fighting Championship (UFC) na categoria de peso médio.

## Início
Heinisch foi diagnosticado com TDAH quando era criança. Ele estudou em
casa a vida toda e seus pais o colocaram para treinar wrestling já que ele tinha muita energia e não conseguia se concentrar na escola. Ele venceu o campeonato estadual do Colorado e foi um All-American duas vezes. Ele foi lutar wrestling pela North Idaho College mas largou a faculdade e começou a vender pílulas de ecstasy após seus pais se divorciarem e perderem a casa. Ele foi preso por vender 2.000 pílulas de ecstasy e fugiu para a Holanda para evitar ser preso. Ele terminou trabalhando em um bar da Espanha e dormindo em
um banco de praça por três meses. Não muito depois, Heinisch terminou preso em uma prisão das Ilhas Canárias. Ele ensinou espanhol a si mesmo apenas com uma bíblia em espanhol e um dicionário. Após cumprir sentença na Espanha, ele pegou um voo para Nova Iorque. Ele decidiu mudar de vida e começar uma carreira no MMA.

## Carreira no MMA

### Ultimate Fighting Championship
Heinisch fez sua estreia no UFC em 17 de Novembro de 2018 contra Cezar Ferreira, substituindo o lesionado Tom Breese no UFC Fight Night: Magny vs. Ponzinibbio. Heinisch venceu por decisão unânime.
Sua próxima luta foi em 18 de Maio de 2019 no UFC Fight Night: dos Anjos vs. Lee contra Antonio Carlos Júnior Ele venceu por decisão unânime.
Heinisch enfrentou Derek Brunson em 17 de Agosto de 2019 no UFC 241: Cormier vs. Miocic 2. Ele perdeu por decisão unânime.
Heinisch enfrentou Omari Akhmedov em 14 de Dezembro de 2019 no UFC 245: Usman vs. Covington. Ele perdeu por decisão unânime.

## Cartel no MMA
| Cartel no MMA   |             |            |
| 19 lutas        | 14 vitórias | 5 derrotas |
| Por nocaute     | 5           | 1          |
| Por finalização | 2           | 1          |
| Por decisão     | 7           | 3          |

| Res.    | Cartel | Oponente              | Método                         | Evento                                 | Data       | Round | Tempo | Local                 | Notas                                         |
| ------- | ------ | --------------------- | ------------------------------ | -------------------------------------- | ---------- | ----- | ----- | --------------------- | --------------------------------------------- |
| Derrota | 14-5   | Nassourdine Imavov    | Nocaute Técnico (socos)        | UFC on ESPN: Sandhagen vs. Dillashaw   | 24/07/2021 | 2     | 3:09  | Las Vegas, Nevada     |                                               |
| Derrota | 14-4   | Kelvin Gastelum       | Decisão (unânime)              | UFC 258: Usman vs. Burns               | 13/02/2021 | 3     | 5:00  | Las Vegas, Nevada     |                                               |
| Vitória | 14-3   | Gerald Meerschaert    | Nocaute Técnico (socos)        | UFC 250: Nunes vs. Spencer             | 06/06/2020 | 1     | 1:14  | Las Vegas, Nevada     |                                               |
| Derrota | 13-3   | Omari Akhmedov        | Decisão (unânime)              | UFC 245: Usman vs. Covington           | 14/12/2019 | 3     | 5:00  | Las Vegas, Nevada     |                                               |
| Derrota | 13-2   | Derek Brunson         | Decisão (unânime)              | UFC 241: Cormier vs. Miocic 2          | 17/08/2019 | 3     | 5:00  | Anaheim, Califórnia   |                                               |
| Vitória | 13-1   | Antonio Carlos Júnior | Decisão (unânime)              | UFC Fight Night: dos Anjos vs. Lee     | 18/05/2019 | 3     | 5:00  | Rochester, Nova York  |                                               |
| Vitória | 12-1   | Cezar Ferreira        | Decisão (unânime)              | UFC Fight Night: Magny vs. Ponzinibbio | 17/11/2018 | 3     | 5:00  | Buenos Aires          | Estreia no UFC.                               |
| Vitória | 11-1   | Justin Sumter         | Nocaute (cotovelada)           | Dana White's Contender Series 15       | 31/07/2018 | 1     | 3:37  | Las Vegas, Nevada     |                                               |
| Vitória | 10-1   | Gabriel Checco        | Nocaute (socos)                | LFA 39: Heinisch vs. Checco            | 04/05/2018 | 1     | 3:44  | Vail, Colorado        | Ganhou o Cinturão Peso Médio Interino do LFA. |
| Vitória | 9-1    | Daniel Madrid         | Nocaute (soco)                 | LFA 31                                 | 19/01/2018 | 1     | 3:44  | Phoenix, Arizona      |                                               |
| Derrota | 8-1    | Markus Perez          | Finalização (triângulo de mão) | LFA 22: Heinisch vs. Perez             | 08/09/2017 | 1     | 2:14  | Broomfield, Colorado  | Pelo Cinturão Peso Médio Vago do LFA.         |
| Vitória | 8-0    | Lucas Rota            | Finalização (chave de braço)   | LFA 10: Heinisch vs. Rota              | 21/04/2017 | 1     | 2:38  | Pueblo, Colorado      |                                               |
| Vitória | 7-0    | Hayward Charles       | Decisão (unânime)              | SCL 53                                 | 15/10/2016 | 3     | 5:00  | Denver, Colorado      | Defendeu o Cinturão Peso Médio do SCL.        |
| Vitória | 6-0    | Jeremy Spelts         | Finalização (chave de braço)   | SCL: AVM 7                             | 23/04/2016 | 1     | 4:34  | Loveland, Colorado    | Defendeu o Cinturão Peso Médio do SCL.        |
| Vitória | 5-0    | Tyler Vogel           | Decisão (unânime)              | WSOF 29                                | 12/03/2016 | 3     | 5:00  | Greeley, Colorado     |                                               |
| Vitória | 4-0    | Kris Hocum            | Decisão (unânime)              | SCL 45                                 | 24/10/2015 | 3     | 5:00  | Denver, Colorado      | Ganhou o Cinturão Peso Médio do SCL.          |
| Vitória | 3-0    | Zack Wells            | Decisão (unânime)              | SCL 42                                 | 18/07/2015 | 3     | 5:00  | Castle Rock, Colorado |                                               |
| Vitória | 2-0    | Canaan Grigsby        | Decisão (unânime)              | SCL: Army vs. Marines 6                | 25/04/2015 | 3     | 5:00  | Loveland, Colorado    |                                               |
| Vitória | 1-0    | Dante Florez          | Nocaute Técnico (socos)        | SCL 40                                 | 24/01/2015 | 1     | 3:06  | Denver, Colorado      |                                               |